# Porto Velho (São Roque do Pico)
O Porto Velho é uma instalação portuária portuguesa, localizada na freguesia do Cais do Pico concelho de São Roque do Pico, ilha do Pico, arquipélago dos Açores.
Esta instalação portuária é principalmente usada para fins piscatórios e de recreio. Próximo a estas instalações existe o Cais de São Roque do Pico e o Porto da Fábrica da Baleia de São Roque do Pico. 